# Harcèlement sexuel en France
Pour un article plus général, voir Harcèlement sexuel.
Pour les articles homonymes, voir Harcèlement (homonymie), Harcèlement moral, Harcèlement sexuel au travail, Violences sexuelles au travail et Violences sexuelles faites aux femmes au travail.
Vous pouvez aider à l'améliorer ou bien discuter des problèmes sur sa page de discussion.
- Le fond est à vérifier. Si vous venez d’apposer le bandeau, merci d’indiquer ici les points à vérifier. (Marqué depuis janvier 2020)
- Il peut contenir un travail inédit ou des déclarations non vérifiées. Vous pouvez l’améliorer en ajoutant des références. (Marqué depuis janvier 2020)

Vous pouvez aider à l'améliorer ou bien discuter des problèmes sur sa page de discussion.
- Il ne cite pas suffisamment ses sources. Vous pouvez indiquer les passages à sourcer avec {{référence nécessaire}} ou {{Référence souhaitée}}, et inclure les références utiles en les liant aux notes de bas de page. (Marqué depuis janvier 2020)
- Son contenu est évasif ou trop peu précis. Améliorez sa qualité à l'aide des conseils sur les sources. (Marqué depuis janvier 2020)
- La notion qu'il invoque est trop technique ou pas assez détaillée. Il est préférable de la préciser au moyen d’un lien interne ou d’une note . (Marqué depuis janvier 2020)

- Archive Wikiwix
- Bing
- Cairn
- DuckDuckGo
- E. Universalis
- Gallica
- Google
- G. Books
- G. News
- G. Scholar
- Persée
- Qwant
- (zh) Baidu
- (ru) Yandex
- (wd) trouver des œuvres sur Wikidata

Le harcèlement sexuel est un enchaînement d’agissements hostiles et à connotation sexuelle, dont la répétition et l’intensité affaiblissent psychologiquement la victime. Il peut viser à intimider la victime, à la dominer, ou à obtenir un acte sexuel. En France, le harcèlement sexuel est réprimé pénalement depuis 1992, il connaît donc une définition spéciale au sein de ce code en vertu du principe de légalité des délits et des peines. Il fait également l'objet d'une disposition spécifique au sein du code du travail, permettant de l'apprécier plus largement.

## Définitions

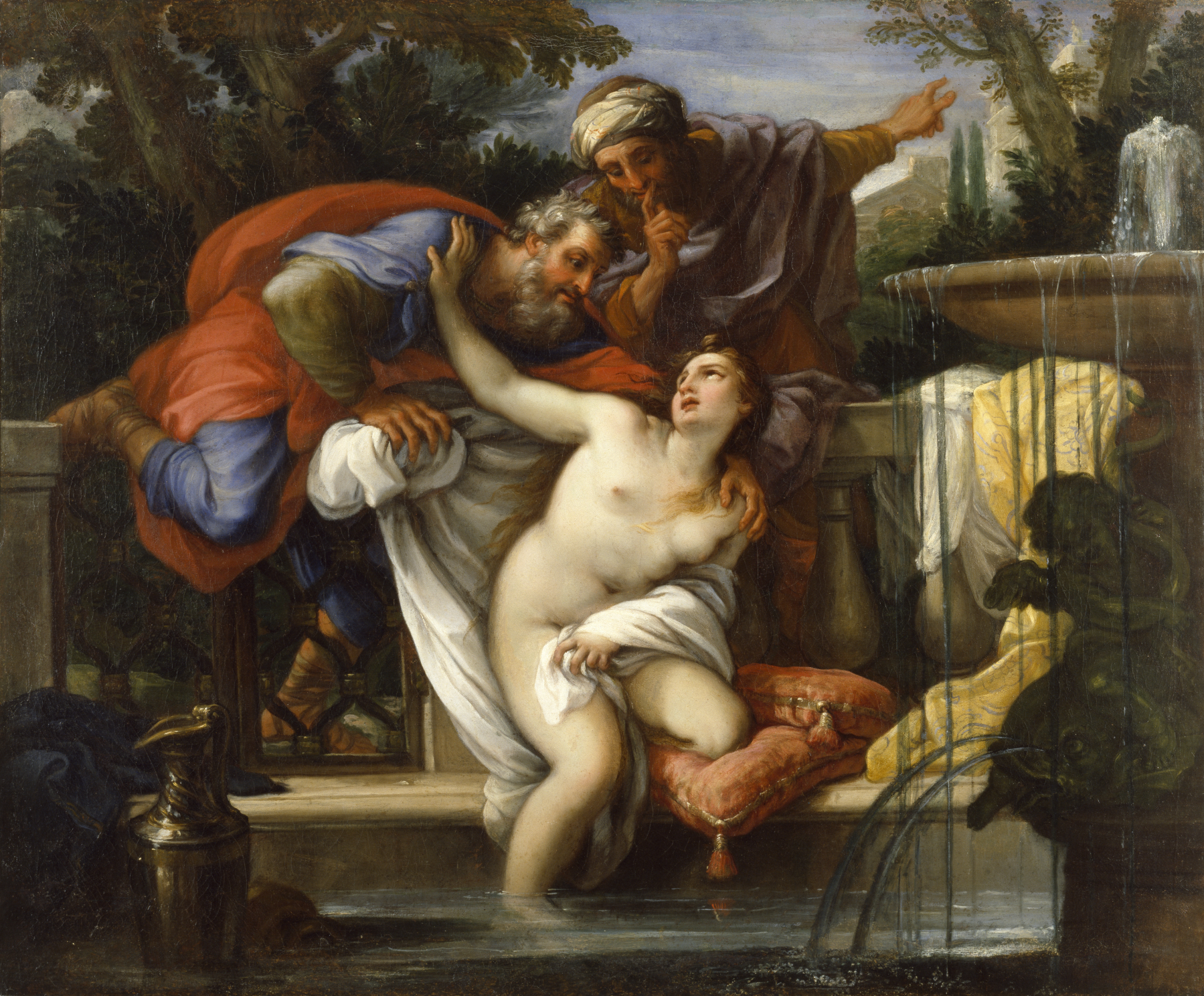
Suzanne harcelée dans l'épisode biblique de Suzanne et les vieillards (tableau de Giuseppe Bartolomeo Chiari).

Le harcèlement sexuel est un enchaînement d’agissements hostiles et à connotation sexuelle, dont la répétition et l’intensité affaiblissent psychologiquement la victime. Il peut viser à intimider la victime, à la dominer, ou à obtenir un acte sexuel,.
Le concept juridique s’est forgé dans plusieurs pays à partir du rapport sur le harcèlement sexuel Sexual Harassment of Working Women de l’avocate Catharine MacKinnon (1979).

## Causes et conséquences du harcèlement sexuel

### Causes du harcèlement sexuel

#### La pathologie: fausse explication

##### La cause pathologique rejetée par le corps médical
Selon Charles-Siegfried Peretti, chef de service à l’hôpital Saint-Antoine, peu de harceleurs sexuels peuvent être considérés comme « malades » au sens clinique du terme. Il explique notamment que « la pathologie mentale est très peu représentée dans ces situations ». De même, pour le psychiatre Mathieu Lacambre quelques cas de harcèlements sexuels ressortissent à la pathologie.
À ce titre, dans un tiers seulement des cas le harcèlement peut être considéré comme pathologique et être associé le plus souvent à la perversion ou à l’addiction. On peut ainsi distinguer deux types de « malades » : les « pervers » et les « addicts » selon le Professeur Peretti[réf. nécessaire].

##### La fausse représentation du harceleur issue des médias
Pourtant, les médias ont tendance à présenter les agresseurs comme des figures d’exceptions. Ce traitement médiatique conduit au stéréotype représentant la femme comme une proie fragile et vulnérable, et l’homme comme un fou, un prédateur, un dérangé… L’association Faire face relève que ce type de traitement conduit à « l’invisibilisation du caractère systémique de la violence de genre », c’est-à-dire que l’agresseur ferait figure d’exception et ne serait pas monsieur tout le monde ; cela conduit aussi à l’idée d’un profil type de l’agresseur comme un autre non identifiable : si les violences sont le fait d’inconnus, elles seraient invisibles, etc. Or, les femmes ayant vécu des violences sexuelles connaissent leurs agresseurs dans 86% des cas.
Du point de vue du psychanalyste Samuel Lepastier, le harcèlement sexuel relève d'un fantasme incestueux.

##### L'absence de profil-type et l'exclusion de la pathologie
Finalement, dans la majorité des cas, le harceleur ne présente pas de pathologie particulière qui apparaitrait comme une cause de son acte. D'ailleurs, d'un point de vue psychiatrique, certains, comme le professeur Roland Coutanceau, considèrent que les harceleurs ne sont pas des malades au sens psychiatrique, le harcèlement relevant du comportement. C’est pourquoi il faut sensibiliser toute personne car le harcèlement peut être commis partout et par tous. Il ne faut pas banaliser un acte isolé.
Il n'existe pas de profil type de harceleur.

### Conséquences du harcèlement sexuel

#### Conséquences pour la victime
Le code du travail français décrit le harcèlement sexuel comme étant « constitué par des propos ou comportements à connotation sexuelle ou sexiste répétés qui soit portent atteinte à sa dignité en raison de leur caractère dégradant ou humiliant, soit créent à son encontre une situation intimidante, hostile ou offensante ». Ces conséquences sont, en tout état de cause, multiples et variées.
Il faut relever aussi le sentiment de culpabilité que peut ressentir la victime, elle peut penser qu’elle est la cause de son propre malheur (en raison d’une tenue, d’un comportement, etc) or ce n’est pas le cas. Là encore, il faut sensibiliser les potentielles victimes mais aussi les potentiels harceleurs.
Le harcèlement sexuel peut aussi avoir pour conséquence une diminution de l’estime de soi, une perte de confiance en soi, l’impression d’être une victime-objet. Notamment, selon le professeur Charles-Siegfried Peretti, chef des services Psychiatrie de l’hôpital Saint-Antoine et Tenon, ce « type de harcèlement peut provoquer des troubles du sommeil, de l’estime de soi, des symptômes anxieux, une distanciation par rapport aux choses, comme si on cherchait à se mettre à l’abri ». Par ailleurs, une étude américaine menée sur 304 femmes entre 50 et 60 ans, et publiée le 3 octobre 2018 dans le JAMA Internal Medicine de l'Association médicale américaine, a enregistré une forte corrélation entre le fait de subir ou d'avoir subi du harcèlement sexuel et le fait de souffrir d'hypertension, d'anxiété, de dépression et de troubles du sommeil,.
Il peut conduire à un sentiment de honte, ce sentiment dissuade les victimes de s’exprimer sur ce qui leur est arrivé.
Une possible typologie des conséquences sur la victime peut être dressée à ce stade :
- Des conséquences physiques : traumatismes physiques, fatigue, douleurs, troubles du sommeil, troubles de l’appétit, dysfonctionnement hormonaux, marques corporelles, etc.
- Des conséquences psychologiques : stress, anxiété, repli sur soi, isolement, dépression, idées suicidaires, sentiments d’impuissances, d’insécurité, de honte, de culpabilité, de dévalorisation, etc.
- Des conséquences comportementales : consommation de substances (tabac, alcool, médicaments), etc.

## Naissance du concept juridique de harcèlement sexuel en France

### Concept juridique de harcèlement sexuel en France

#### Définitions juridiques
Le harcèlement sexuel est réprimé pénalement, il connaît donc une définition spéciale au sein de ce code en vertu du principe de légalité des délits et des peines. Il fait également l'objet d'une disposition spécifique au sein du code du travail, permettant de l'apprécier plus largement.
L’article 222-33 du Code pénal définit le harcèlement sexuel comme « le fait d'imposer à une personne, de façon répétée, des propos ou comportements à connotation sexuelle ou sexiste qui soit portent atteinte à sa dignité en raison de leur caractère dégradant ou humiliant, soit créent à son encontre une situation intimidante, hostile ou offensante. ».
L'article 1153-1 du Code du travail donne une appréciation plus large en ajoutant à la définition précédente des faits pouvant être condamnés pour assimilation au harcèlement sexuel, ces faits consistent en « toute forme de pression grave, même non répétée, exercée dans le but réel ou apparent d'obtenir un acte de nature sexuelle, que celui-ci soit recherché au profit de l'auteur des faits ou au profit d'un tiers ».
Le harcèlement sexuel, d’un point de vue strictement juridique, est caractérisé par des agissements, des propos ou un comportement, répétés ou uniques, à connotation sexuelle ou sexiste portant atteinte à la victime ou créant un environnement hostile pour elle.
Le harcèlement, qu'il soit moral ou sexuel par ailleurs, est volontairement défini de manière très large (excepté dans le Code pénal pour la raison énoncée précédemment) afin d'inclure le harcèlement sous toutes les manifestations de celui-ci et tous les éventuels auteurs,.
La définition du harcèlement sexuel met en avant la prise en compte des ressentis de la victime, ce qui démontre l’impact psychique qu’il a sur celle-ci. La perception de la victime sur les actes commis à son encontre semble donc très important dans la reconnaissance du harcèlement.

#### Inscription du délit en 1992 au sein du Code pénal
En France, le délit de harcèlement sexuel a été introduit dans le code pénal par une loi de 1992, précisée en 1998. Le délit de harcèlement sexuel se retrouvait alors à l'article 222-33 du Code pénal, dans une section consacrée aux agressions sexuelles et indiquait que « le fait de harceler autrui en usant d'ordres, de menaces ou de contraintes, dans le but d'obtenir des faveurs de nature sexuelle, par une personne abusant de l'autorité que lui confèrent ses fonctions, est puni d'emprisonnement et de 100 000 F d'amende ».
En 1998, le délit de harcèlement sexuel a été précisé. Depuis la loi relative à la prévention et à la répression des infractions sexuelles modifiant par son article 11 l'article 222-33 du Code pénal, le harcèlement sexuel peut être constitué par l'exercice de pressions.
Jusqu'au 17 janvier 2002, l'article 222-33 du code pénal indiquait : « Le fait de harceler autrui en donnant des ordres, proférant des menaces, imposant des contraintes ou exerçant des pressions graves dans le but d'obtenir des faveurs de nature sexuelle, par une personne abusant de l'autorité que lui confèrent ses fonctions, est puni d'un an d'emprisonnement et de 15000 euros d'amende ».
La loi du 17 janvier 2002 a modifié cet article dans le but d'élargir le champ d'application du harcèlement sexuel en supprimant certains éléments qui permettaient de le qualifier. L'article est alors devenu « Le fait de harceler autrui dans le but d'obtenir des faveurs de nature sexuelle est puni d'un an d'emprisonnement et de 15000 euros d'amende ».
Grâce à cette loi, le harcèlement sexuel va être dissocié de l'abus d'autorité. Par conséquent, il pourra être constitué en l'absence d'un tel abus. Cela signifie aussi que le harcèlement sexuel n'est pas nécessairement commis par une personne d'autorité (parent, ascendant, supérieur hiérarchique...).
Il s'agissait aussi d'une volonté du législateur d'harmoniser les définitions de harcèlement sexuel et harcèlement moral.
Lors des affaires portées devant un tribunal ou un juge d'instruction, toute la difficulté consistait pour le plaignant à apporter un faisceau d'éléments de preuves dans une affaire de type « ni vu ni connu » qui se passe sans témoin, éléments concernant à la fois la réalité de faits ou paroles. C'est là que se situait le problème juridique concret du fait de l'absence d'élément matériel et de la possibilité de quiproquos et mauvaise interprétation de propos ambigus.
Toutefois, depuis 2003, la victime n'avait plus à établir la réalité de son absence de consentement à ces pratiques, le harceleur présumé devait apporter des éléments objectifs justifiant son comportement.
Une décision rendue le 23 mai 2007, par la Cour de cassation, a reconnu que l'usage d'un SMS était de nature à établir la réalité des faits, en l'occurrence, un message envoyé par le harceleur.

#### Abrogation du délit en 2012 par le Conseil constitutionnel
Le 4 mai 2012, saisi par Gérard Ducray, ancien secrétaire d'État, d'une question prioritaire de constitutionnalité, le Conseil constitutionnel a déclaré cet article inconstitutionnel car trop flou et l'a abrogé avec effet au jour de la publication. Gérard Ducray s'interrogeait sur la conformité à la Constitution de l'article 222-33 du Code pénal en dépit du manque de clarté relatif aux éléments constitutifs du délit.
Certaines associations féministes reconnaissent le caractère ambigu de la loi mais c'est surtout le caractère immédiat de cette abrogation qui crée une polémique car certaines personnes disent qu'il était loisible au Conseil constitutionnel de revenir à la rédaction antérieure à 2002, plus précise, en abrogeant seulement l'article 179 de la loi de modernisation sociale du 17 janvier 2002 qui avait élargi le champ du délit, ou en différant l'application de l'abrogation.
La décision, ayant eu pour effet l'abrogation de l'article 222-33 du Code pénal au jour de sa publication, supprime l'infraction de harcèlement sexuel. Elle a alors empêché la poursuite des litiges en cours: toutes les procédures en cours sont devenues caduques. De plus, la loi pénale n'étant pas rétroactive, les nouveaux faits de harcèlement sexuel ne pouvaient plus être poursuivis. Le juge devait donc procéder à une requalification des faits.
En outre, 2 000 personnes qui s’étaient engagées dans un « véritable parcours du combattant »,, ne peuvent pas se prévaloir du texte abrogé. La loi suivante du 6 août 2012, non rétroactive, ne les concerne pas non plus. Plusieurs associations féministes ont immédiatement réagi en appelant à un rassemblement à Paris et plusieurs personnalités politiques ont pris position en faveur de l'élaboration rapide d'une nouvelle loi.
Accessoirement, Serge Slama, maitre de conférences en droit public, a allégué l'existence d'une cause de récusation d'un des membres du Conseil constitutionnel à l'occasion de cette décision : Jacques Barrot, secrétaire d’État au Tourisme sous le premier gouvernement de la présidence Giscard, a siégé dans cette affaire alors que Gérard Ducray, condamné pour harcèlement sexuel, et secrétaire d'État aux Transport dans le même Gouvernement, était l'auteur de la saisine. Le journal Le Monde remarque qu'un autre membre du conseil constitutionnel, Hubert Haenel, connaissait également Gérard Ducray puisqu'il était conseiller pour les questions judiciaires à l'Élysée de 1975 à 1977, cependant le Conseil constitutionnel remarque que les conditions pour se déporter sont strictes : il faut avoir participé à l'élaboration de la loi. Or ni Jacques Barrot, ni Hubert Haenel n'ont participé à l'élaboration des versions successives de ce texte.

#### Loi du 6 août 2012 comblant le vide juridique laissée par le Conseil constitutionnel
Face au « vide juridique » laissé par cette abrogation, il était alors nécessaire d'adopter rapidement une loi redéfinissant l'incrimination du harcèlement sexuel. Le Gouvernement en place avait déposé un projet de loi et a alors choisi une procédure accélérée d'adoption de la nouvelle loi.
La nouvelle loi apporte principalement une définition se voulant plus précise du délit de harcèlement sexuel. Ainsi, l'article 222-33 nouveau du code pénal dispose :
« I. - Le harcèlement sexuel est le fait d'imposer à une personne, de façon répétée, des propos ou comportements à connotation sexuelle qui soit portent atteinte à sa dignité en raison de leur caractère dégradant ou humiliant, soit créent à son encontre une situation intimidante, hostile ou offensante.
II. - Est assimilé au harcèlement sexuel le fait, même non répété, d'user de toute forme de pression grave dans le but réel ou apparent d'obtenir un acte de nature sexuelle, que celui-ci soit recherché au profit de l'auteur des faits ou au profit d'un tiers. »
Les peines sont de deux ans d'emprisonnement et de 30 000 € d'amende. Des peines plus lourdes peuvent être prononcées dans des cas spécifiques (personne abusant de l'autorité que lui confèrent ses fonctions, mineurs de quinze ans…).
Cette loi n'a pu alors s'appliquer qu'aux faits commis après son entrée en vigueur,.
La constitutionnalité de cette loi a également fait l'objet d'une remise en cause mais la chambre criminelle de la Cour de cassation a déclaré qu'elle était dénuée de caractère sérieux, la question prioritaire reprochant à la nouvelle version de l'article 222-33 du Code pénal le manque de précision quant à savoir si le délit de harcèlement sexuel constitue une infraction d'habitude ou une infraction continue. En effet, les juges de cassation estiment que le fait que le texte exige une répétition de propos ou comportements à connotation sexuelle permet d'exclure tout risque d'arbitraire.
La loi renforce également la législation relative au harcèlement sexuel sur le lieu de travail (art. L. 1152-2 et L.1153-1 du Code du travail), le harcèlement moral (art. 222-33-2 du Code pénal) et les discriminations qui peuvent être attachées au harcèlement sexuel (art. 225-1-1 du Code pénal).

#### Intégration de la notion de sexisme en 2015
Depuis la loi n° 2015-994 du 17 août 2015, dite Rebsamen, relative au dialogue social et à l'emploi, les agissements sexistes sont prohibés et définis dans le Code du travail : « Nul ne doit subir d'agissement sexiste, défini comme tout agissement lié au sexe d'une personne, ayant pour objet ou pour effet de porter atteinte à sa dignité ou de créer un environnement intimidant, hostile, dégradant, humiliant ou offensant. » - article L1142-2-1,.
La loi n°2016-1088 du 8 août 2016 fait obligation à l'employeur d'intégrer dans les mesures de prévention les questions de harcèlement sexuel et les agissements sexistes. Les dispositions relatives au harcèlement sexuel font partie des clauses obligatoires du règlement intérieur.
À travers la loi n° 2018-771 du 3 août 2018 qui renforce la lutte contre les violences sexuelles et sexistes et la loi n° 2018-771 du 5 septembre 2018 pour la liberté de choisir son avenir professionnel, la répression du harcèlement sexuel est élargie, l'outrage sexiste est créé et elles permettent également de renforcer les obligations de l'employeur en matière d'information, de prévention, et de traitement des faits caractérisant le harcèlement sexuel.

## Démographie et sociologie du harcèlement sexuel en France

### Enquêtes quantitatives en France
L’enquête Virage réalisée en 2015 permet une approche statistique du harcèlement sexuel. Dans son étude Virage, l’Institut national d’études démographiques (Ined) fournit les données pour l’année 2015 puis les compare à des données précédentes. Pour 2000, il s’agit de l’enquête Enveff et pour 2010, l’enquête CVS (tableau 11, page 41). L’étude, démontre notamment :  
Concernant les propos ou attitudes à connotations sexuelle répétés mettant mal à l’aise (questions sur la vie privée, remarques salaces, mimes de gestes sexuelles etc.) 
En France métropolitaine, environ 1 million de femmes âgées de 20 à 69 ans et moitié moins d’hommes du même âge (470 000) ont été confrontés au moins une fois sur l’année de référence de l’enquête à l’une de ces situations de harcèlement sexuel au travail, dans les études ou dans l’espace public.
Concernant les contacts à caractère sexuel imposés qui recouvrent le « pelotage » des seins ou des fesses, le « frottage » ou encore les baisers forcés.
Parmi les 20-69 ans, 512 000 femmes (2,6%) et 166 000 hommes (0,9%) déclarent avoir subi au moins une fois dans l’année ce type de contact non sollicité qui constitue au regard de la loi une agression sexuelle sans pénétration.
Enfin, les exhibitions sexuelles et le voyeurisme: 34 000 femmes (1,5%) et 186 000 hommes (1,0%) déclarent avoir eu affaire au moins une fois dans l’année à un acte d’exhibitionnisme ou de voyeurisme sur l’année de référence de l’enquête.
En comparant les trois études de l’Ined avec des études d’autres organismes les données sont proches. Les femmes sont plus souvent victimes de harcèlement sexuel que les hommes (tableau 17, page 59).
Le harcèlement sexuel est perçu différemment selon les femmes et les hommes. Les femmes considèrent comme très graves (32,3 % sur une échelle de gravité) des actes de harcèlement sexuel alors que les hommes les considèrent comme sans gravité (graphique 5, page 52).
Par ailleurs l’enquête Virage permet d’identifier le cadre dans lequel se déroule les faits. Le couple, la famille, les proches, le travail, études ou espaces publics.

### Milieux concernés
Le harcèlement sexuel peut se produire dans tous les milieux, aussi bien dans la sphère publique que dans la sphère privée.
S’agissant de la sphère publique, on peut évoquer le « harcèlement de rue ».
S’agissant de la sphère privée, le harcèlement peut avoir lieu dans le cadre familial, dans le cadre professionnel, également dans un cadre sportif.

#### Travail

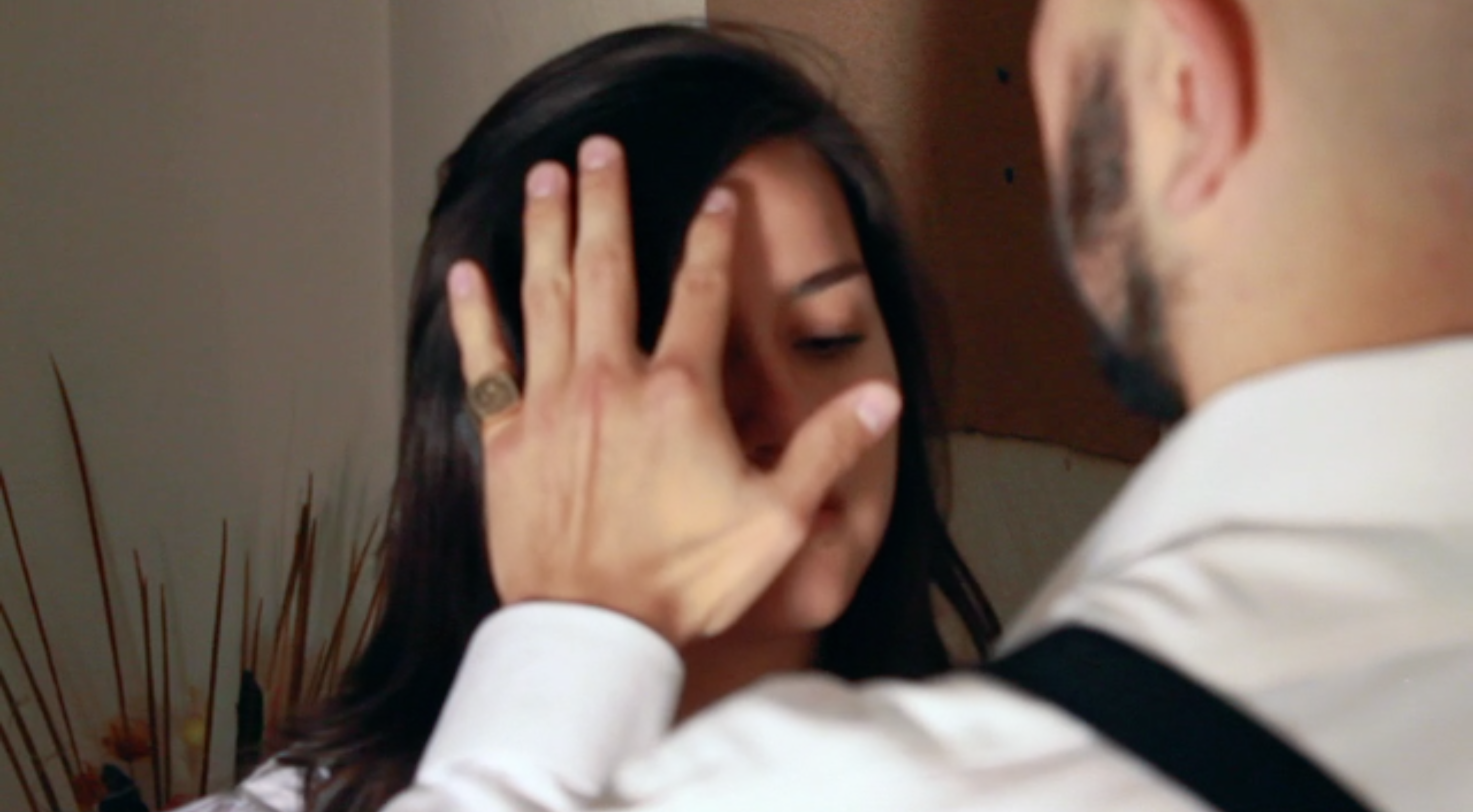
Harcèlement sexuel au travail par la menace

Selon l’Enquête sur le harcèlement sexuel au travail de l’Institut français d’opinion publique (Ifop), une femme sur cinq déclare avoir été harcelée sexuellement au travail (page 6).
Un Français sur cinq (20%) connaît quelqu’un qui a dû faire face à du harcèlement sexuel dans le cadre de son travail (page 9). Le harcèlement est l’œuvre d’un supérieur hiérarchique à 38 %. Plus de la moitié des hommes (59 %) estiment que des blagues à caractère sexuel ne sont pas du harcèlement sexuel (page 3).

#### Espace public
Le Haut Conseil à l’Égalité, dans son Avis sur le harcèlement sexiste constate la même répartition entre les sexes. « Les témoignages et les études mettent en évidence que dans l’écrasante majorité des cas de harcèlement sexiste et de violences sexuelles dans les transports sur des femmes – et plus rarement sur des hommes – les auteurs sont des hommes (seuls ou en groupe) » (page 16).

#### Activités sportives
L’étude Un jeu interdit : le harcèlement sexuel dans le sport (page 24) confirme ce rapport harceleurs / harcelées. L’étude mentionne également que le harcèlement peut avoir lieu entre personnes du même sexe (page 13). De plus, le sport favorisant les contacts entre enfants et adultes, les victimes peuvent être des enfants (page 19).

#### Tous les milieux sociaux
La présidente de la Fondation des femmes, Anne-Cécile Mailfert, en réaction à une affirmation selon laquelle les harcèlements sexuels auraient lieu « dans nos quartiers les plus difficiles où nos magistrats ont déjà énormément à faire » (minutes 2’25 à 2’29 de la vidéo), répond sur la chaîne de télévision LCI : « C’est un raccourci, une maladresse. On sait bien que les plaintes viennent de tous les commissariats. Et au-delà de ça, ce que nos associations nous remontent, c’est que malheureusement, ces faits viennent de tous les milieux. C’est la même chose en ce qui concerne les féminicides, il n’y a pas de profil-type, ce serait trop simple ».

## Spécificité du harcèlement sexuel au travail en France
Le harcèlement sexuel peut se produire en tout lieu, dans la sphère publique ou dans la sphère privée. L’enquête « Virage », met néanmoins en lumière l’ampleur des atteintes sexuelles dans la sphère professionnelle[Où ?]. Ainsi 1 femme sur 40 en emploi a été confrontée au travail à une situation de harcèlement sexuel et 1 homme sur 100 à des « contacts imposés » sur l’année.

### Harcèlement sexuel au travail en France

#### Cadre juridique
L’article.L1153-1 du Code du travail prévoit que:
« Aucun salarié ne doit subir des faits : 
1° Soit de harcèlement sexuel, constitué par des propos ou comportements à connotation sexuelle répétés qui soit portent atteinte à sa dignité en raison de leur caractère dégradant ou humiliant, soit créent à son encontre une situation intimidante, hostile ou offensante ; 
2° Soit assimilés au harcèlement sexuel, consistant en toute forme de pression grave, même non répétée, exercée dans le but réel ou apparent d'obtenir un acte de nature sexuelle, que celui-ci soit recherché au profit de l'auteur des faits ou au profit d'un tiers. ».
Dans le cadre du travail, le harcèlement sexuel (de même que le harcèlement moral) va être présumé par des faits rapportés par la victime et ce sera au présumé harceleur (partie défenderesse) de prouver qu’il n’y a pas harcèlement. La charge de la preuve est inversée uniquement dans le cadre d’une situation de harcèlement sur le lieu de travail. Il s’agit d’une mesure en faveur de la victime, la charge de la preuve lui incombant est allégée. Si le présumé harceleur ne peut pas prouver que ces agissements sont justifiés par rapport au travail, il sera reconnu coupable.

#### Dénonciation des agissements subis
Face à ce type d’agression, une victime doit suivre un cheminement précis lors de la dénonciation des agissements subis.
1. Identifier le type de harcèlement
2. Rassembler les preuves: certificats médicaux, témoignages et attestations sur l’honneur de collègues, clients ou tiers régulièrement en contact dans le cadre de l’activité professionnelle, sms, mails…
3. S’adresser aux bons interlocuteurs: l’employeur si possible, les représentants du personnels (CSE, CSSCT, le référent harcèlement sexuel et agissements sexistes…), le médecin du travail, l’inspection du travail, le médecin traitant… Cela a été rappelé par la Cour de cassation: la dénonciation de faits de harcèlements sexuel ou mort doit se limiter aux personnes habilitées au sein de l’entreprise[50]. Cela a pour objet d’éviter la diffamation et de respecter le principe de la présomption d’innocence.
4. Exercer son droit de retrait: les juges reconnaissent à la victime de harcèlement le droit de cesser son activité si elle justifie qu’elle encoure un danger grave et imminent pour sa santé en raison des comportements réitérés menaçants, humiliants ou traumatisants de l’auteur du harcèlement. Elle ne peut être sanctionnée par son employeur dès lors qu’elle avait une raison de penser que la situation présenter un danger grave et imminent.

#### Sanctions punitives
Le harcèlement sexuel est un délit qui est sanctionné d'une peine de deux ans d'emprisonnement et 30 000 € d'amende. Lorsque des faits particuliers sont commis, les peines peuvent être allongées à trois ans d'emprisonnement et 45 000 € d'amende. De plus, l’auteur de harcèlement sexuel peut être condamné à l’allocation de dommages et intérêts.
Dans le cadre du travail, des sanctions disciplinaires peuvent être imposées au salarié du secteur privé ainsi qu’à l’agent public (en vertu de la circulaire du 9 mars 2018 relative à la lutte contre les violences sexuelles dans la fonction publique) ayant commis des agissements de harcèlement sexuel.

## Actions menées contre le harcèlement sexuel en France

### Prévention du harcèlement sexuel

#### Campagnes de prévention en France
À la suite d'une enquête[Où ?] datant de 2014 où le Défenseur des droits avait constaté qu'une femme sur cinq avait été victime de harcèlement sexuel au travail mais que peu d'entre elles osaient dénoncer et agir en justice, le 15 février 2018, le Défenseur des droits a alors lancé la campagne "#UneFemmeSurCinq". Cette campagne vise à informer et à sensibiliser les femmes victimes de harcèlement au travail à parler. Les objectifs de cette campagne visent à prévenir, alerter et réagir face à ces situations.
Le 5 mars 2018 une campagne de communication a été faite par la Région Ile-de-France, Ile-de-France Mobilités, la RATP et SNCF Transilien afin de sensibiliser les voyageurs à adopter de bons comportements pour lutter contre le harcèlement sexuel dans les transports. Elle vise également à informer des moyens existants permettant de signaler le harcèlement (numéros d'alerte, bornes d'appel, prévenir les agents se trouvant dans les transports publics).

#### Obligation de prévention incombant à l'employeur
C'est à l'employeur que revient l'obligation de prendre les mesures nécessaires permettant de prévenir le harcèlement sexuel,. Il va pouvoir prévoir les modalités de diffusion et d'information de la législation à l'égard des salariés (affichage dans les locaux, inscription de la législation dans le règlement intérieur). Il peut également les sensibiliser à travers des formations.
Au sein du document unique d'évaluation des risques, les risques de harcèlement sexuel doivent être pris en considération, cela relève de l'obligation générale de l'employeur en matière de sécurité et de santé au travail. Ainsi, l’employeur doit intégrer, dans les mesures de prévention, les questions de harcèlement sexuel et celles des agissement sexistes (Loi n°2016-1088 du 8 août 2016 - article L4121-1 et article L4121-2).
Lorsqu'un règlement intérieur existe il doit mentionner les dispositions du Code du travail relatives au harcèlement sexuel.
L'accord national interprofessionnel du mars 2010 pose l'obligation pour les entreprises d'élaborer une procédure de signalement et de traitement de faits de harcèlement sexuel qui vise à affirmer explicitement ce que type de faits est inadmissible et à indiquer les procédures à suivre en cas de faits commis.
En matière de négociation, depuis la loi du 5 septembre 2018, une négociation doit avoir lieu, au moins une fois tous les quatre ans, au niveau des branches professionnelles, portant sur les modalités de "mise à disposition d’outils aux entreprises pour prévenir et agir contre le harcèlement sexuel et les agissements sexistes". Au niveau des entreprises, la prévention du harcèlement sexuel pourra être intégrée en matière lors de la négociation obligatoire sur l’égalité professionnelle entre les femmes et les hommes et la qualité de vie au travail.
Depuis le 1er janvier 2019, un référent harcèlement sexuel doit être nommé par tous les CSE, quel que soit l’effectif de l’entreprise. Dans les entreprises d'au moins 250 salariés, un référent RH, chargé d’informer et d'accompagner les salariés en matière de lutte contre le harcèlement sexuel et les agissements sexistes, doit être désigné. L’adresse et le numéro d’appel de ces deux référents doivent être affichés ou diffusés par tout moyen aux salariés, par l’employeur.
Un guide a été mis à disposition de tous par le ministère du travail.

#### Médiatisation du harcèlement sexuel
Depuis l'affaire Harvey Weinstein où de nombreuses actrices ont dénoncé les agressions et harcèlements commis par ce célèbre producteur américain, des mouvements ont suivi poussant les victimes de harcèlement à témoigner davantage. Tel que le mouvement #MeToo, créé par l'actrice Alyssa Milano en octobre 2017 sur Twitter qui a permis d'ouvrir la discussion sur le harcèlement sexuel et la prise de parole des victimes.
L'ampleur de ce phénomène a permis une réelle libération de la parole car par la suite d'autres hommes à la grande réputation ont été dénoncés (au Royaume-Uni le ministre de la Défense britannique Michael Fallon).
En France, c'est le hashtag #BalanceTonPorc qui a été créé par la journaliste Sandra Muller pour permettre aux victimes de témoigner.
Mais l'ampleur de ces témoignages sur les réseaux sociaux reste critiqué car pour certains cela fait de Twitter une sorte de « tribunal populaire ». Cette médiatisation peut conduire à la diffamation, constituer une entorse à la présomption d’innocence…. C'est pourquoi la chambre criminelle a rappelé qu'en la matière il était nécessaire de référer des agissements subis aux personnes compétentes.